# Обстріли Садівської сільської громади
Обстріли Садівської сільської громади — серія обстрілів та авіаударів російськими військами території та населених пунктів Садівської сільської територіальної громади Сумського району Сумської області в ході повномасштабного російського вторгнення в Україну.
Наказом Міністерства з питань реінтеграції тимчасово окупованих територій України територія громади з 21 червня 2022 року була внесена до оновленого переліку територій України, де тривають бойові дії, або які перебувають в окупації російських військ. Жителям громади, зареєстрованим як внутрішньо переміщені особи (ВПО), здійснюватимуться виплати.

## 2022

### 14 травня
Близько 22-ї вечора 14 травня російські окупанти завдали ракетного удару по околицях села Шпилівка Сумського району. Вороги завдали чимало руйнувань домогосподарствам, повідомив голова Сумської обласної військової адміністрації (ОВА) Дмитро Живицький. Він наголосив, що обійшлося без людських жертв.
Російські ЗМІ 15 травня повідомили, що під Сумами їх авіація ліквідувала два зенітно-ракетних комплекси ЗСУ С-300 і радіолокаційний пост. Насправді — розбили будинок сільгосппідприємства, знищили зграю голубів, що ночувала під його дахом та повибивали шибки у клубі та місцевій їдальні. Хоча, під час окупації Сумської області в лютому-березні 2022 року, саме російські танкісти стріляли з території села Шпилівка у напрямку Сум.

### 16 червня
У ніч з 15 на 16 червня, внаслідок авіаудару території Садівської громади загинули чотири людини, щонайменше шестеро поранені. Як повідомив голова Сумської ОВА Дмитро Живицький - це той вибух, що чули у половині Сумського району і в самому обласному центрі.

## 2024

### 20 травня
Протягом дня російські війська здійснили 48 обстріли прикордонних територій та населених пунктів Сумської області. Зафіксовано 243 вибухи. Обстрілів зазнали Садівська, Миколаївська, Хотінська, Юнаківська, Білопільська, Краснопільська, Миропільська, Великописарівська, Путивльська, Есманьська, Шалигинська, Середино-Будська, Свеська, Зноб-Новгородська громади, повідомляє Сумської обласна військова адміністрація.

### 22 серпня
По громаді здійснено ракетний удар (1 вибух).